# R-9 Desna

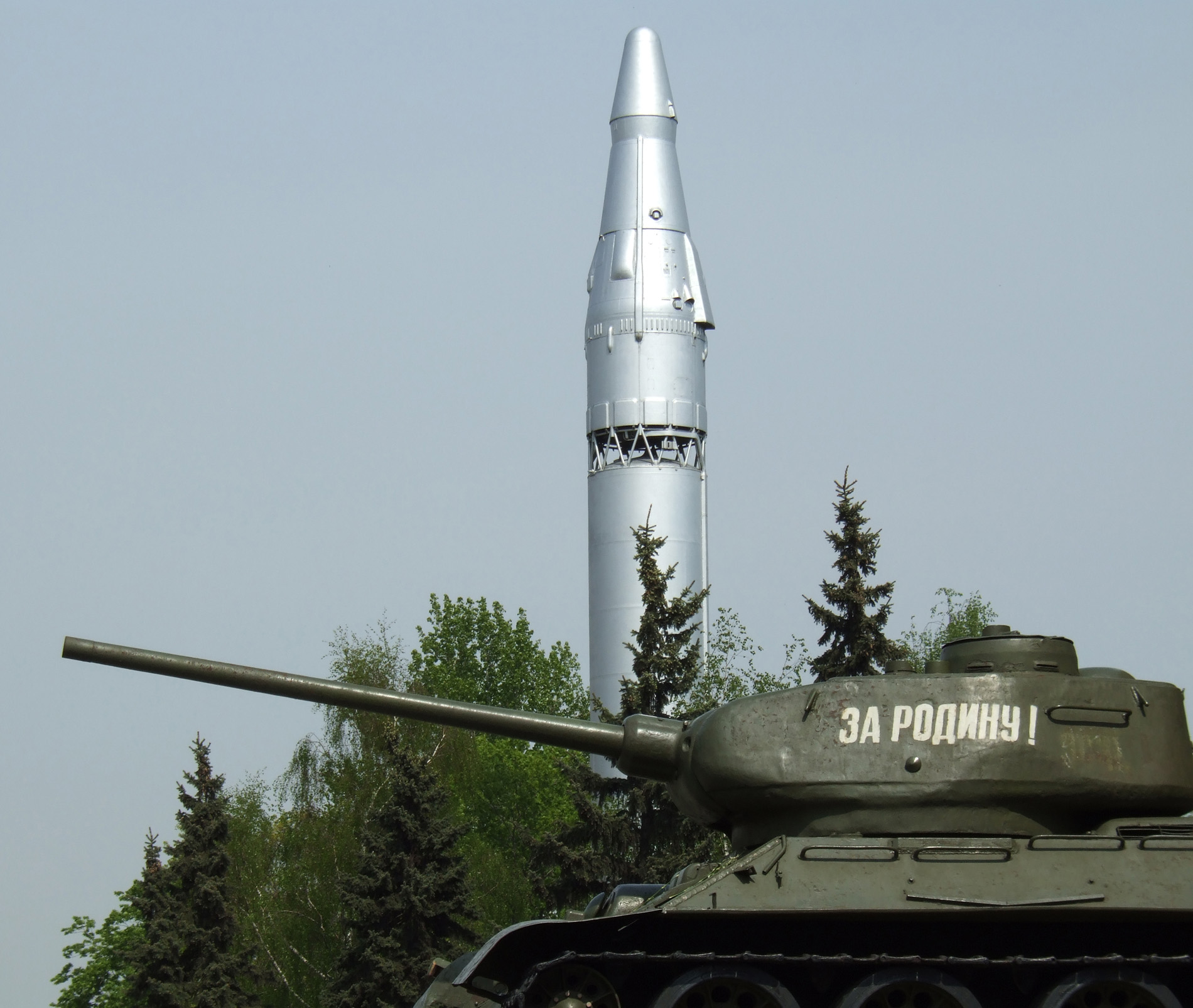
Um míssil R-9 exposto ao ar livre na Rússia.

O R-9 (em russo: Р-9 de Pакета-9 ou "Foguete-9") (código OTAN: SS-8 Sasin) foi um míssil balístico intercontinental de dois estágios desenvolvido e utilizado pela União Soviética, que esteve em serviço entre 1964 e 1976.

## Características[3]
- Número de estágios: 2
- Altura: 14,19 m
- Diâmetro: 2,68 m
- Massa: 77 500 kg
- Combustível: LOX - querosene
- Velocidade: 25 920 km/h
- Alcance: 12 500 km
- Empuxo: 1 595,83 kN (1º estágio), 304 kN (2º estágio)
- Precisão: 8 km
- Tipo de ogiva: nuclear, massa de 2,1 toneladas
- Número de ogivas: 1
- Carga explosiva:  5 000 KT

## Variantes
Além da versão padrão, foram desenvolvidas outras duas versões muito semelhantes à primeira
- R-9A
- R-9B

## Imagens
- R-9 (01)
- R-9 (02)